# Even in His Youth

Even in His youth est une chanson du groupe Nirvana parue en 1992 sur l'album-compilation Hormoaning.
Elle figure également en version démo sur le coffret With the lights out sur le disque 1 où elle a été enregistrée à l'origine avec Chad Channing à la batterie. 
Elle figure aussi sur la Face B du 45T de Smells Like Teen Spirit.